# اکتینیدیا پلی‌گاما
اکتینیدیا پلی‌گاما (معروف به پودر گربه یا تاک نقره‌ای) گونه‌ای از سرده اکتینیدیا است که در کشور چین شاخه‌های کوچک و برگ‌های جوان این گیاه بالارونده قرن‌ها به عنوان آرام بخش گربه سانان در باغ وحشها استفاده می‌شد. پودر این گیاه به ساکی افزوده می‌شود تا خاصیت نشاط آور داشته باشد.